# Tetraommatus brunneus
Tetraommatus brunneus är en skalbaggsart som beskrevs av Hayashi 1977. Tetraommatus brunneus ingår i släktet Tetraommatus och familjen långhorningar. Inga underarter finns listade i Catalogue of Life.